# 644

## Събития
- Халиф Отман става третият Велик халиф

## Починали
- Халиф Омар, арабски халиф